# Lake County, Kalifornien
Lake County är ett administrativt område i delstaten Kalifornien, USA. Den administrativa huvudorten (county seat) är Lakeport. År 2010 hade Lake County 64 665 invånare.

## Geografi
Enligt United States Census Bureau så har countyt en total area på 3 443 km². 3 258 km² av den arean är land och 185 km² är vatten.

### Angränsande countyn
- Napa County, Kalifornien - syd
- Sonoma County, Kalifornien - sydväst
- Mendocino County, Kalifornien - väst, nordväst
- Glenn County, Kalifornien - nordost
- Colusa County, Kalifornien - öst
- Yolo County, Kalifornien - sydost